# Myron (krater)
Myron är en nedslagskrater på planeten Merkurius, med en diameter på ungefär 25 kilometer.
1979 uppkallades kratern efter den grekiske skulptören Myron.